# Église Sainte-Marie de Riquer
Pour les articles homonymes, voir église Sainte-Marie et Riquer.
L'église Sainte-Marie de Riquer est une église romane située à Catllar, dans le département français des Pyrénées-Orientales. Le bâtiment est classé monument historique en 1983 sous le nom de chapelle Notre-Dame-du-Riquier, il héberge une Vierge à l'Enfant en majesté entourée de deux anges, fresque monumentale également classée monument historique en 1954.

## Description

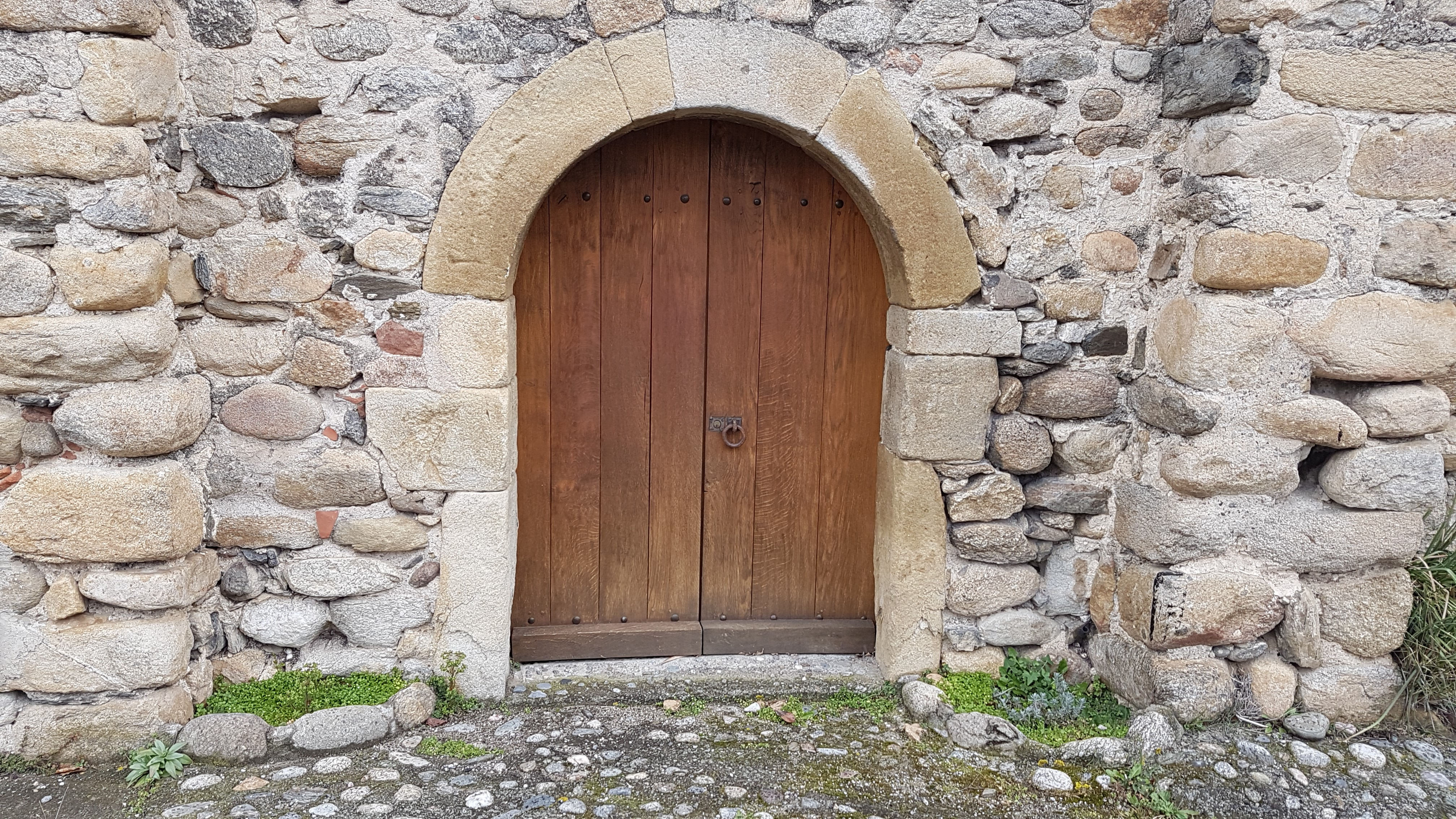
Le portail de l'église

## Toponymie
L'église est citée en 968 et 1011 (eccl. B. Mariae). On trouve une mention du prieuré en 1435 (prioratus de Riquerio).

## Histoire
L'église Sainte-Marie de Riquer est mentionnée dans les bulles pontificales de 968 et 1011. À cette époque, elle dépend de l'abbaye Saint-Michel-de-Cuxa. Le bâtiment doit, au cours du XIe siècle, être reconstruit. Un laïc nommé Bernard prend les dépenses à sa charge. Il en résulte un conflit entre Bernard, les prêtres de l'église Saint-André de Catllar et les moines de Saint-Michel-de-Cuxa, conflit qui est réglé par l'évêque d'Elne en faveur des religieux, ce qui permet à la communauté religieuse de cette église de rester dans l'influence de Saint-Michel-de-Cuxa. L'église est consacrée le 3 avril 1073. L'acte de consécration relate ce conflit.
L'édifice a subi peu de modifications depuis 1073. L'église est décorée de fresques, sans doute dans la deuxième moitié du XIIe siècle.
L'église devient le siège d'un prieuré à partir du XVe siècle, mais toujours sous la dépendance de l'abbaye Saint-Michel-de-Cuxa.
En 1955, lors d'une restauration, une fresque représentant Marie tenant Jésus sur les genoux est découverte.